# 天主教南卡希亚斯教区
天主教南卡希亞斯教區（拉丁語：Dioecesis Caxiensis Australis）是巴西一個天主教教區，位於東南部南大河州東北部，包括廿八個市。此教區屬阿雷格里港總教區。
卡希亞教區成立於1934年9月8日，1966年10月19日易名至今。2006年有教友696,000人，佔總人口90.0%。有七十個堂區、司鐸185人。現任教區主教為若瑟·吉斯隆，榮休主教為內·保祿·莫雷托和亞歷山大·加爾默羅·魯菲諾尼。